# William Stewart Rose
William Stewart Rose (1775 – 1843) è stato un poeta e traduttore inglese.

## Biografia
Figlio di George Rose, dopo essere stato educato ad Eton e all'Università di Cambridge, ricoprì come il padre svariate cariche governative, arrivando infine ad essere eletto Membro del Parlamento (MP) nel collegio di Christchurch dal 1796 al 1800.
Tradusse, tra l'altro, Amadis de Gaula (1803), poema cavalleresco in voga nel XVI secolo nella penisola iberica, e Partenopeu de Blois (1807). A partire dal 1823, incoraggiato dall'amico Sir Walter Scott, si occupò invece di traduzioni dall'italiano, in particolare dell'Orlando Furioso di Ariosto.
Fu anche autore di una raccolta di componimenti poetici, The Crusade of St. Louis (1810).
Sposò una donna veneziana. La coppia non ebbe figli.